# شارلوت أنيتا ويتني
شارلوت أنيتا ويتني
شارلوت أنيتا ويتني (7 يوليو 1867-4 فبراير 1955)، المعروفة باسم «أنيتا ويتني»، كانت ناشطة أمريكية في مجال حقوق المرأة، وناشطة سياسية، وناشطة في حق تصويت المرأة، ومن أوائل الأعضاء في حزب العمال الشيوعي الأمريكي ومنظمة الحزب الشيوعي الأمريكي في كاليفورنيا.
تُذكر أنيتا ويتني بشكل كبير لكونها المدعى عليها في محاكمة النقابية الإجرامية في كاليفورنيا في عام 1920، وهي محاكمة ويتني ضد كاليفورنيا، والتي تضمنت رأيًا مؤيدًا للمحكمة العليا الأمريكية وافق عليه القاضي لويس برانديز بأن «خطرًا واضحًا وقائمًا» فقط سيكون كافيًا للقيود التشريعية للحق في حرية التعبير. استُخدِم هذا المعيار في النهاية ضد الشيوعيين مرة أخرى خلال الذعر الأحمر الثاني في خمسينيات القرن العشرين.

## النشأة
وُلِدت أنيتا ويتني في سان فرانسيسكو، كاليفورنيا في 7 يوليو عام 1867، وهي ابنة عائلة بارزة كان من بين أعضاؤها قاضي المحكمة العليا الأمريكية ستيفن جونسون فيلد والممول والمستثمر المليونير سايروس وست فيلد، وكان والدها محاميًا.
التحقت ويتني بكل من المدارس الخاصة والعامة التي نشأت في أوكلاند في كاليفورنيا عبر الخليج بدءًا من سان فرانسيسكو. أنهت تعليمها في أوكلاند ثم التحقت بمدرسة عادية في سان خوسيه في كاليفورنيا؛ وذلك قبل أن تغادر إلى الساحل الشرقي لتلتحق بكلية ويليسلي التي تخرجت منها عام في 1889. عملت ويتني بعد التخرج كمعلمة لبعض الوقت.
زارت ويتني أحد الأحياء الفقيرة في مدينة نيويورك في عام 1893. تأثرت بالحي بشدة، وسرعان ما طورت اهتمامًا بالعمل الاجتماعي. تولت منصب الأمين التنفيذي الجديد للجمعيات الخيرية المتحدة في أوكلاند في كاليفورنيا في عام 1901. استمرت بهذا المنصب حتى عام 1908.
يبدو أن الدافع نفسه الذي دفعها إلى البحث عن حياة أفضل للفقراء والمضطهدين دفعها أيضًا إلى تنفيذ حملة نشطة من أجل حق المرأة في التصويت. شاركت ويتني في سلسلة من حملات حقوق التصويت المبكرة من كاليفورنيا إلى كونيتيكت؛ وذلك قبل عقدين من حصول النساء في جميع أنحاء البلاد على حق التصويت بموجب التعديل التاسع عشر لدستور الولايات المتحدة.
أدى اهتمام ويتني بحركة حقوق المرأة بحلول عام 1911 إلى أن تصبح منظمة كاليفورنيا للرابطة الوطنية لحق الاقتراع المتساوي حتى عام 1913. شغلت فيما بعد منصب نائب رئيس الجمعية الوطنية الأمريكية لحق المرأة في التصويت.

## أنشطة ما بعد محاكمة النقابية الأجرامية
استمر توجيه الاتهامات الجنائية لويتني منذ اعتقالها في عام 1919، فترشحت لمنصب مراقب ولاية كاليفورنيا في عام 1924، وشنت حملة سياسية قاسية حصدت أكثر من 100 ألف صوت.
منحها حاكم ولاية كاليفورنيا كليمنت كالهون يونغ عفوًا غير مشروط في 20 يونيو عام 1927، معتقدًا أن وضعها في زنزانة أمر «لا يمكن تصوره». أضاف يونغ أن القانون الذي أدينت بموجبه كان دستوريًا؛ ولكن «الظروف غير الطبيعية التي حضرت المحاكمة» أثرت بشكل كبير على هيئة المحلفين؛ وأنه لم يكن من الممكن أبدًا عرض القضية للمحاكمة «في ظل الظروف العادية».
ساعدت في عام 1934 في إنشاء مدرسة عمال سان فرانسيسكو (مدرسة العمل في كاليفورنيا لاحقًا).
أدانها نظام محاكم كاليفورنيا مرة أخرى في عام 1935 بتهم تتعلق بتزوير الانتخابات؛ إذ قدم ثمانية من المتداولين شهادات كاذبة خلال حملة الالتماس السابقة للانتخابات؛ ولكن مراقبي الولاية رأوا أنه من المناسب إضافة تهم إضافية مثل «إلقاء محاضرات بدون تصريح» و«نشر الأدب الراديكالي». تحسنت مكانتها بين الراديكاليين فقط من خلال الإقناع، إذ عُيِّنت رئيسة وطنية للحزب الشيوعي في عام 1936.
رشح شيوعيو كاليفورنيا ويتني لمجلس الشيوخ مرتين. لم تختف شعبيتها بين اليساريين الراديكاليين في البلاد بشكل تام. فازت حملة ويتني لمنصب السناتور في عام 1950 وحققت 99 ألف صوت؛ وذلك على الرغم من السجل الطويل من المضايقات السياسية والاتهامات الموجهة من قبل لجنة تيني في كاليفورنيا؛ والتي تضاعفت من خلال معاداة الشيوعية التي روج لها محليًا الممثل والحاكم المستقبلي رونالد ريغان في لوس أنجلوس، وعبر البلاد من خلال سناتور ويسكونسن جو مكارثي.

## موت
توفيت أنيتا ويتني في 4 فبراير عام 1955 عن عمر يناهز 87 عامًا في سان فرانسيسكو.